# VI Giochi sudamericani
I VI Giochi sudamericani si sono svolti a Cuenca, in Ecuador, dal 21 al 31 ottobre 1998.
Alcune delle gare previste furono tuttavia disputate nelle città di Azogues, Gualaceo, Guayaquil, Paute e Quito. I Giochi, a cui presero parte 1525 atleti provenienti da 14 nazioni sudamericane, hanno visto lo svolgimento di 24 gare sportive e furono, come i precedenti, organizzati sotto il patrocinio della Organización Deportiva Sudamericana (ODESUR).

## Sport
- Sport acquatici
  -  Nuoto
- Atletica leggera
- Culturismo
- Bowling
- Pugilato
- Canoa
- Ciclismo
  -  Mountain bike
  -  Ciclismo su strada
  -  Ciclismo su pista
- Scherma
- Futsal
- Ginnastica
  -  Ginnastica artistica
  -  Ginnastica ritmica
- Judo
- Karate
- Racquetball
- Pattinaggio a rotelle
  -  Pattinaggio artistico a rotelle
  -  Pattinaggio di velocità a rotelle
- Canottaggio
- Vela
- Tiro
- Tennis tavolo
- Taekwondo
- Tennis
- Triathlon
- Sollevamento pesi
- Lotta

## Medagliere
Paese ospitante
| Posiz. | Nazione   | Oro | Argento | Bronzo | Totale |
| ------ | --------- | --- | ------- | ------ | ------ |
| 1      | Argentina | 101 | 60      | 74     | 235    |
| 2      | Colombia  | 74  | 51      | 54     | 179    |
| 3      | Brazil    | 50  | 59      | 44     | 153    |
| 4      | Venezuela | 50  | 47      | 29     | 126    |
| 5      | Ecuador   | 33  | 46      | 70     | 149    |
| 6      | Cile      | 29  | 54      | 46     | 129    |
| 7      | Perù      | 9   | 23      | 38     | 70     |
| 8      | Suriname  | 4   | 0       | 3      | 7      |
| 9      | Bolivia   | 2   | 7       | 18     | 27     |
| 10     | Uruguay   | 2   | 7       | 17     | 26     |
| 11     | Panama    | 2   | 2       | 2      | 6      |
| 12     | Paraguay  | 1   | 1       | 4      | 6      |
| 13     | Aruba     | 0   | 0       | 2      | 2      |
| 14     | Guyana    | 0   | 0       | 0      | 0      |
| Totale | Totale    | 357 | 357     | 401    | 1115   |